# Lotte Mühe
Charlotte "Lotte" Mühe, née le 24 janvier 1910 à Uelzen et morte le 10 janvier 1981 à Hildesheim, est une nageuse allemande.

## Carrière
Elle est médaillée d'argent du 200 mètres brasse lors des championnats d'Europe de natation 1927.
En 1928, elle remporte la médaille de bronze du 200 m brasse lors des Jeux olympiques. Trois semaines avant, le 15 juillet, elle bat le record du monde de la distance lors des qualifications olympiques à Magdebourg.